# Rickenbach (Bâle-Campagne)
Pour les articles homonymes, voir Rickenbach.
 Rickenbach  est une commune suisse du canton de Bâle-Campagne, située dans le district de Sissach.

Vue aérienne (1950)